# 張約 (弘治進士)
張約（1456年—1540年），字守之，直隸蘇州府長洲縣人，軍籍，明朝政治人物。

## 生平
成化十六年（1480年）庚子科應天府鄉試第一百四名舉人。弘治三年（1490年）中式庚戌科會試第一百二十二名，二甲第三十三名進士。初授工部虞衡司主事，监竹木税于杭州和芜湖，进都水司员外郎、营缮司郎中，奉命督造汝王府于卫辉府，回京後掌司事。后建造外戚庆阳伯府第，劉瑾剛开始管事，将夺民居数百千区以益之，张約与之争论，触怒劉瑾，会考察京官，遂属吏部以不谨黜职。家居三十余年，嘉靖十九年庚子六月某日卒，春秋八十有五。

## 家族
曾祖張文淵；祖父張樞，贈南京刑部郎中；父張翥，雲南按察使。母吳氏（封宜人）。重庆下。弟蒙貞。一子张秉仁。孙男三：余庆、承庆、衍庆。